# Phyciodes pharos
Phyciodes pharos är en fjärilsart som beskrevs av Harris 1862. Phyciodes pharos ingår i släktet Phyciodes och familjen praktfjärilar. Inga underarter finns listade i Catalogue of Life.